# Langur gris meridional
El langur gris meridional (Semnopithecus priam) és un mico del Vell Món. Igual que els altres langurs grisos, es tracta d'una espècie folívora. Viu al sud-est de l'Índia i a Sri Lanka. És una de les diverses espècies del gènere Semnopithecus que foren anomenades en honor de personatges de la Ilíada, juntament amb Semnopithecus hector i Semnopithecus ajax. N'hi ha dues subespècies: Semnopithecus priam thersites, de Sri Lanka i els Ghats Occidentals (Índia), i Semnopithecus priam priam, que viu en una zona que s'estén d'Andhra Pradesh a Tamil Nadu.